# Circuit de Borsele 2015
La 14e édition du Circuit de Borsele a lieu le 25 avril 2015. La course fait partie du calendrier international féminin UCI 2015 en catégorie 1.1. Elle est remportée par la Néerlandaise Kirsten Wild.

## Récit de la course
La course se conclut au sprint.

## Classements

### Classement final
| \| Classement général \| Classement général \| Classement général \| Classement général \| Classement général \| \| Coureur \| Coureur \| Pays \| Équipe \| Temps \| \| ------------------ \| ------------------ \| ------------------ \| -------------------------------- \| ------------------ \| \| 1re \| Kirsten Wild \| Pays-Bas \| Hitec Products \| 3 h 23 min 51 s \| \| 2e \| Shelley Olds \| États-Unis \| Bigla \| + 0 s \| \| 3e \| Anna Knauer \| Allemagne \| Rabo Liv Women \| + 0 s \| \| 4e \| Barbara Guarischi \| Italie \| Velocio-SRAM \| + 0 s \| \| 5e \| Marta Tagliaferro \| Italie \| Alé Cipollini \| + 0 s \| \| 6e \| Kim de Baat \| Pays-Bas \| Lensworld-Zannata \| + 0 s \| \| 7e \| Chanella Stougje \| Pays-Bas \| Parkhotel Valkenburg Continental \| + 0 s \| \| 8e \| Evy Kuijpers \| Pays-Bas \| Lensworld-Zannata \| + 0 s \| \| 9e \| Tiffany Cromwell \| Australie \| Velocio-SRAM \| + 0 s \| |                   |            |                                  |                 |
| |                   |            |                                  |                 |
| Source : Cycling Quotient |                   |            |                                  |                 |
| Classement général |                   |            |                                  |                 |
| Coureur | Coureur           | Pays       | Équipe                           | Temps           |
| 1re | Kirsten Wild      | Pays-Bas   | Hitec Products                   | 3 h 23 min 51 s |
| 2e | Shelley Olds      | États-Unis | Bigla                            | + 0 s           |
| 3e | Anna Knauer       | Allemagne  | Rabo Liv Women                   | + 0 s           |
| 4e | Barbara Guarischi | Italie     | Velocio-SRAM                     | + 0 s           |
| 5e | Marta Tagliaferro | Italie     | Alé Cipollini                    | + 0 s           |
| 6e | Kim de Baat       | Pays-Bas   | Lensworld-Zannata                | + 0 s           |
| 7e | Chanella Stougje  | Pays-Bas   | Parkhotel Valkenburg Continental | + 0 s           |
| 8e | Evy Kuijpers      | Pays-Bas   | Lensworld-Zannata                | + 0 s           |
| 9e | Tiffany Cromwell  | Australie  | Velocio-SRAM                     | + 0 s           |

### Points UCI
| Position,          | 1er | 2e | 3e | 4e | 5e | 6e | 7e | 8e | 9e | 10e | 11e | 12e | 13e | 14e | 15e | 16e | 17e | 18e |
| Classement général | 80  | 60 | 45 | 35 | 30 | 25 | 21 | 18 | 15 | 12  | 10  | 8   | 6   | 5   | 4   | 3   | 2   | 1   |